# Moody Brook
Moody Brook är ett vattendrag i territoriet Falklandsöarna (Storbritannien). Det ligger i den östra delen av ögruppen, 5 km väster om huvudstaden Stanley. 